# Ezer Weizman
Ezer Weizman (hebr. ‏עֵזֶר וַיצְמָן‎; ur. 15 czerwca 1924 w Tel Awiwie, zm. 24 kwietnia 2005 w Cezarei) – izraelski polityk, pilot myśliwski, siódmy prezydent państwa Izrael w latach 1993–2000, poseł do Knesetu w latach 1977–1981 oraz 1984–1992.

## Życiorys
Pochodził z rodziny emigrantów z Europy Wschodniej, był bratankiem pierwszego prezydenta Izraela Chaima Weizmana. Jako 18-latek zgłosił się do lotnictwa brytyjskiego (RAF); w czasie II wojny światowej służył jako pilot bombowca w Rodezji. Po wojnie ukończył w Londynie studia w dziedzinie inżynierii lotnictwa. Jeszcze przed utworzeniem państwa Izrael zorganizował małe siły lotnicze (4 samoloty) podziemnej organizacji Hagana (operacja Balak), co stanowiło później zaczątek lotnictwa izraelskiego.
Pełnił szereg funkcji wojskowych, a następnie politycznych w Izraelu. W lipcu 1958 jako generał brygady został dowódcą wojsk lotniczych i pozostał na stanowisku do roku 1966. Od 1967 był zastępcą szefa sztabu generalnego. Jako koordynator lotnictwa odegrał ważną rolę w wojnie sześciodniowej z państwami arabskimi.
Przeszedł do rezerwy w 1969 i rozpoczął działalność polityczną. Jako członek partii Herut Menachema Begina wszedł w skład rządu na stanowisko ministra transportu. Po opuszczeniu koalicji rządowej przez Herut w 1970 koncentrował się na działalności partyjnej, został szefem komitetu wykonawczego i organizował zwycięską kampanię wyborczą w 1977; objął wówczas tekę ministra obrony w gabinecie Begina. W tym okresie zmienił swoje poglądy na stosunki polityczne Izraela z sąsiadami; stał się zwolennikiem idei pokojowego współistnienia izraelsko-arabskiego w regionie i przyczynił się do zawarcia porozumienia Izraela z Egiptem w 1979. Złagodzenie stanowiska wkrótce doprowadziło go do konfliktu z Beginem i dymisji w 1980; w 1984 Weizman założył własną partię Jachad i w wyborach latem tr. zdobył trzy mandaty parlamentarne. Został ministrem bez teki w rządzie Szimona Peresa i nawiązał bliską współpracę z Partią Pracy; w 1988 prowadził kampanię wyborczą Partii Pracy. W nowym rządzie Icchaka Szamira został ministrem edukacji; na krótko utracił tekę w styczniu 1990 po ujawnieniu prowadzonych przez niego negocjacji z Palestyńczykami, ale został niebawem mianowany ponownie w obliczu kryzysu rządowego. W 1992 złożył mandat parlamentarny na znak protestu wobec przeciągania się procesu pokojowego.
Partia Pracy wysunęła kandydaturę Ezera Weizmana na prezydenta Izraela po upływie drugiej kadencji Chaima Herzoga w 1993; został wybrany 24 marca i zaprzysiężony 13 maja 1993. Zachował stanowisko na drugą kadencję, ale po ujawnieniu w końcu 1999 skandalu finansowego – przyjęcia łapówki od przedstawicieli biznesu – ustąpił ze stanowiska prezydenta w lipcu 2000. Jego następcą wybrano Moszego Kacawa.